# Ernst von Mansfeld
Peter Ernst, conde de Mansfeld (ou Ernst, Graf von Mansfeld, Ernst, Graf von Mansfield, Peter Ernst, Graf von Mansfeld) (c. 1580 – Rakovica, próximo a Sarajevo, atual Bósnia, 29 de novembro de 1626, aos 46 anos), soldado alemão, foi um mercenário católico romano que lutou pela causa protestante durante a Guerra dos 30 anos, ele foi o mais perigoso oponente da Liga Católica até sua morte em 1626. Foi governador dos países baixos espanhóis entre 1592 e 1594.
Era filho ilegítimo do Graf Peter Ernst von Mansfeld (1517-1604), e passou seus primeiros anos no palácio de seu pai em Luxemburgo.
Adquiriu suas primeiras experiências militares na Hungria, onde seu meio-irmão Charles (1543-1595), um soldado de renome, lhe proporcionou um alto comando no exército do Sacro Império Romano.